# Khangsar Dorje Chang
Khangsar Dorje Chang (tib.: khang gsar rdo rje 'chang; * 1870 in Chushur; † 1941) war ein Mönch und Gelehrter der Gelug-Schule des tibetischen Buddhismus. Er hatte sehr viele Schüler, darunter den chinesischen Lama Nenghai (1886–1967) in Drepung, der von ihm tantrische Lehren überliefert erhielt.